# 廊院
廊院是一种建筑形式，其在中轴线上设置主建筑和次要建筑，在两侧用回廊把建筑链接起来，形成院落。
廊院的历史很长，自中国汉朝至宋、金，廊院仅见于宫殿、祠堂、寺庙、道观和较大的住宅。唐宋时期，大型廊院的组合相当复杂。而晚唐出现具有廊庑的四合院，逐渐取代了廊院，宋朝以后，廊院逐渐减少，到明清逐渐绝迹。